# Folk och rackare (musikalbum)
Folk och rackare är ett musikalbum från 1976 av den svenska gruppen Folk och rackare. Skivan består av tolkningar av svenska medeltidsballader, visor och folkmusik i en stil influerad av brittisk folkrock. Det var Folk och rackares första skiva som formellt band, men frontfigurerna Carin Kjellman och Ulf Gruvberg hade två år tidigare givit ut skivan Med rötter i medeltiden, som har samma typ av material och en snarlik musikalisk inramning.

## Låtlista
1. Herr Olof och havsfrun
2. Ack hör du lille Erik
3. Lille Jon
4. Bonden och kråkan
5. Bondens hustru
6. Tjänarens lott
7. Näs Ingars polska (efter Inga Persdotter, Dönaberga, Hjärsås, Skåne)
8. En ung sjöman förlustar sig
9. Kustpolska (efter Alf Hambe)
10. Älvefärd
11. Bröllopsvisa från Stångenäs
12. De två systrarna